# Chytriomyces parasiticus
Chytriomyces parasiticus är en svampart som beskrevs av Karling 1947. Chytriomyces parasiticus ingår i släktet Chytriomyces och familjen Chytridiaceae.   Inga underarter finns listade i Catalogue of Life.